# Дёринг, Герман Генрих
Герман Генрих Дёринг (нем. Hermann Heinrich Döring (Doöring) SJ, 13 сентября 1859 года, Бохольт,  Германия — 17 декабря 1951 года, Пуна, Индия) — католический прелат, миссионер, епископ Пуны с 7 сентября 1907 года по 16 июля 1921 год и с 14 июля 1927 года по 15 января 1948 год, апостольский викарий Хиросимы с 4 мая 1923 года по 14 июля 1927 год, член монашеского ордена иезуитов.

## Биография
Герман Генрих Дёринг родился 13 сентября 1854 года в городе Бохольт. В 1877 году окончил гимназию в Мюнстере, после чего изучал теологию в университетах Мюнстера и Инсбрука. 21 декабря 1882 года Герман Генрих Дёринг был рукоположён в священника, после чего до 1890 года служил капелланом при церкви святой Маргариты в городе Вадерсло. В 1890 году отправился в Голландию, где вступил в новициат иезуитов. В 1892 году его отправили в Великобританию, где он служил священником в рабочем районе Лондона. В Великобритании он одновременно изучал богословие и философию.
В 1895 году его отправили на миссию в Бомбей. 7 сентября 1907 года Римский папа Пий X назначил Германа Генриха Дёринга епископом Пуны. 8 декабря 1907 года состоялось рукоположение Германа Генриха Дёринга в епископа, которое совершил архиепископ Бомбея Герман Юргенс в сослужении с епископом Мангалора Аббондио Кавадини и епископом Хайдарабада Пьером-Андре Вагано.
Перед началом Первой мировой войны , Герман Генрих Дёринг поехал в Рим. Во время войны английские власти запретили ему возвратиться в Индию. Проживая в Голландии, 16 сентября 1921 года Герман Генрих Дёринг подал в отставку с должности епископа Пуны и в этот же день Святой Престол назначил его титулярным архиепископом Мадитуса.
4 мая 1923 года Римский папа Пий XI учредил в Японии апостольский викариат Хиросимы и назначил Германа Генриха Дёринга первым ординарием этой церковной структуры. Эту должность он занимал до 14 июля 1927 года, когда Святой Престол снова назначил его персональным архиепископом Пуны. Был епископом Пуны до 15 января 1948 года, когда он подал в отставку. В этот же день Герман Генрих Дёринг был назначен титулярным архиепископом Аназарбуса. 24 августа 1949 года Герман Генрих Дёринг рукоположил в епископа пуны своего преемника местного индийского священника Андрея Алексиса де Суза.
Проживал в Пуне до самой смерти. Скончался 17 декабря 1951 года.